# Bracon mendocinus
Bracon mendocinus är en stekelart som beskrevs av Jean-Jacques Kieffer och Jörgensen 1910. Bracon mendocinus ingår i släktet Bracon och familjen bracksteklar. Inga underarter finns listade.